# Кудинов, Валентин Иванович (врач)
Валентин Иванович Кудинов (21.5.1899, Москва — 7.6.1981, Москва) — советский военный врач, генерал-лейтенант медицинской службы (1951).

## Биография
С 11.1920 по 5.1921 на должности делопроизводителя организационной части Управления по снабжению РККФ.
7.1925 — окончил медицинский факультет 2-го Московского университета.
С 7.1925 по 10.1927 работает ординатором в Кронштадтском морском госпитале, затем по 1.1929 старшим врачом на крейсере «Красное Знамя» и далее старшим врачом крейсера «Червона Украина» до 5.1938.
1938 — назначен на должность начальника санитарной службы и флагманского врача штаба бригады крейсеров Черноморского флота.
С 4.1939 по 10.1940 — начальник 1-го отдела, а затем 4-го отдела Санитарного управления.
1.1941 — назначен заместителем начальника Медико-санитарного управления ВМФ.
Великую Отечественную войну провел в прежней должности.
Во время войны неоднократно выезжал на действующий Черноморский и Балтийский флоты, где непосредственно руководил постановкой медико-санитарной службы на кораблях и в частях.
12.5.1943 — присвоено звание генерал-майора медицинской службы.
27.1.1951 — присвоено звание генерал-лейтенанта медицинской службы.
1946—1956 — находится на должности начальника медицинской службы ВМФ. С октября 1956 года в запасе.
Валентин Иванович скончался 7.6.1981 в Москве. Похоронен там же на Кунцевском кладбище.

## Научная деятельность
Большое количество своих научных работ В. И. Кудинов посвятил вопросам организации медицинского обеспечения ВМФ. Участвовал в создании первых советских военно-морских медицинских учебных заведений и в организации медицинского обеспечения ВМФ в годы Великой Отечественной войны. Под его непосредственным руководством и редактурой были разработаны документы, регламентирующие организационную структуру и деятельность медицинской службы ВМФ в послевоенный период.
Был редактором труда «Медицинская служба ВМС СССР в Великой Отечественной войне 1941—1945 гг.», редактором редакционного отдела «Военная медицина» во 2-м изд. БМЭ и участником редакционного бюро Энциклопедического словаря военной медицины.

## Награды
- Орден Ленина (15.11.1950)
- Три ордена Красного Знамени (22.07.1944, 10.11.1945, 26.10.1955)
- Орден Отечественной войны I степени (8.07.1945)
- Два ордена Красной Звезды (14.06.1942, 3.11.1944)
- Медали, в том числе:
  - «За победу над Германией в Великой Отечественной войне 1941—1945 гг.», «За победу над Японией», юбилейная медаль: «30 лет Советской Армии и Флота»[3]

## Сочинения
- Организация противоэпидемических мероприятий на корабле // За санитарную оборону СССР. — М., 1939. — С. 64.
- О консолидации сил в борьбе с малярией: Труды Ученого совета при начальнике мед.-сан. управления Воен.-Морского Флота. Т. 3, в. 1, с. 3. — М., 1944.